# Гампус Скоглунд
Ерік Гампус Скоглунд (швед. Erik Hampus Skoglund, нар. 1 березня 2004, Тебю, Швеція) — шведський футболіст, фланговий захисник столичного клубу «Гаммарбю».

## Ігрова кар'єра

### Клубна
Гампус Скоглунд починав грати у футбол у молодіжній команді клубу «Фрей» зі свого рідного міста Тебю. У 2022 році він приєднався до академії столичного «Гаммарбю». У 2023 році футболіст грав за дублюючий склад «Гаммарбю» у третьому дивізіоні.
Взимку 2024 року Скоглунд проходив підготовку з першою командою. 15 березня 2024  року він підписав з клубом професійний контракт на чотири роки. І 31 березня у матчі першого туру чемпіонату Швеції проти «Кальмара» Скоглунд дебютував у першій команді.

### Збірна
У 2024 році Гампус Скоглунд вперше зіграв у складі молодіжної збірної Швеції.